# Thomas Birch Freeman
Pour les articles homonymes, voir Freeman.
Thomas Birch Freeman (6 décembre 1809 à Twyford, Hampshire - 12 août 1890 à Accra) est un ministre anglo-africain wesleyen, missionnaire, botaniste et fonctionnaire colonial en Afrique de l'Ouest. Il est largement considéré comme un pionnier de l'Église méthodiste en Afrique de l'Ouest coloniale, où il a également créé plusieurs écoles. Certains érudits le considèrent comme le "fondateur du méthodisme ghanéen". Les activités missionnaires de Freeman l'ont conduit au Royaume du Dahomey, aujourd'hui Bénin, ainsi qu'à l'ouest du Nigeria.

## Biographie
Né à Twyford, Hampshire, Thomas Birch Freeman est le fils d'un père africain, Thomas Freeman, et d'une mère anglaise, Amy Birch. Il a travaillé comme jardinier et botaniste pour Sir Robert Harland (1765–1848) à Orwell Park près d'Ipswich jusqu'à ce qu'il soit renvoyé pour avoir abandonné l'anglicanisme pour le méthodisme wesleyen,,. Sous Freeman, neuf écolessont créées dans la colonie de Côte de l'Or (aujourd'hui le Ghana) en 1841, dont trois sont destinées aux filles. Il a continué à ouvrir des écoles et, en 1880, comptait environ 83 écoles avec environ 3 000 élèves. En 1838, il se rendit en tant que missionnaire méthodiste en Afrique de l'Ouest, fondant des églises méthodistes sur la Côte de l'Or à Cape Coast et à Accra, et établissant une station missionnaire à Kumasi. En 1850, Freeman a établi des fermes agricoles à Buela près de Cape Coast (toutes dans l'actuel Ghana). Il se rend également dans les villes du sud du Nigeria et dans le royaume du Dahomey. En 1843, alors qu'il est en congé en Grande-Bretagne, il est actif dans la cause anti-esclavagiste. Après avoir démissionné de son poste de missionnaire en 1857, il fut employé par le gouvernement colonial comme commandant civil du district d'Accra de 1857 à 1873  .
Freeman s'est marié trois fois. Ses deux premières épouses, qui sont des femmes britanniques blanches, sont décédées peu de temps après leur arrivée en Afrique de l'Ouest, et il a ensuite épousé une femme Fanti locale. En 1873, il rejoint la Mission et, avec son fils, promeut le travail méthodiste dans le sud de la Côte de l'Or ,.

### Jeunesse

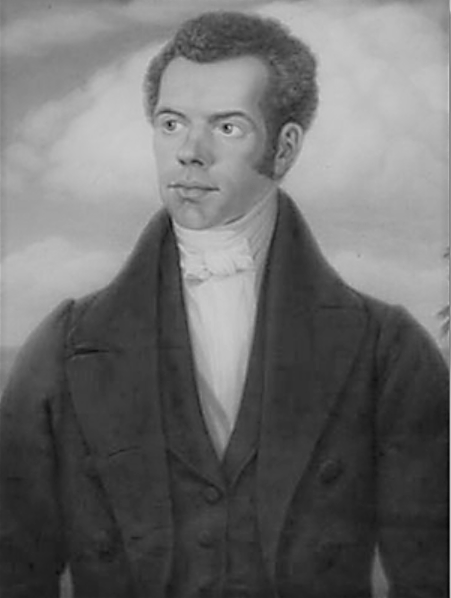
Thomas Birch Freeman

Thomas Birch Freeman est né le 6 décembre 1809 à Twyford, à environ cinq kilomètres de Winchester, Hampshire, Angleterre. À cette époque, Winchester est un bastion du méthodisme wesleyen. Son père, un jardinier du nom de Thomas, est un affranchi africain des Antilles, qui a obtenu sa liberté en vertu de la loi sur l'émancipation et est amené en Angleterre par son maître, un aristocrate propriétaire d'esclaves. La mère de TB Freeman, Amy Birch est une Anglaise de la classe ouvrière. Amy Birch est une femme de ménage dans la maison du maître du père de Freeman. Amy Birch a auparavant été mariée à John Birch, avec qui elle a eu trois enfants. Lorsque Thomas Birch Freeman a six ans, son père est décédé. Il vivait avec sa mère dans « une maison bourgeoise faisant face à un espace à trois angles, un cabaret, « Le Dauphin », occupant le second, et une chaumière, alors utilisée comme prêche wesleyen, le troisième coin du triangle " à Twyford où il est présumé qu'il a reçu une solide éducation, bien qu'il n'y ait aucune trace historique des institutions dans lesquelles il s'est formellement inscrit. Pendant son enfance, lui et ses amis ont l'habitude de faire des farces à un cordonnier local qui a finalement introduit Freeman au méthodisme. Ce cordonnier vivait dans la maison de prédication wesleyenne et est un chef de classe méthodiste et un prédicateur laïc de son village. Freeman a suivi les traces de son défunt père et est devenu jardinier dans un domaine du Suffolk où il a développé un intérêt pour la botanique. TB Freeman est devenu botaniste et jardinier en chef de Sir Robert Harland à Orwell Park sur les rives de l'Orwell, près d'Ipswich dans le Suffolk. Freeman est un lecteur avide et s'est familiarisé avec l'horticulture et l'énumération des noms botaniques latins des plantes. Freeman tenait une petite bibliothèque dans ses appartements. Des décennies plus tard, lorsqu'il a déménagé sur la Côte de l'Or, Thomas Freeman a échangé une correspondance avec Sir William Hooker (1785–1865), le premier directeur de Kew Gardens près de Londres, la principale institution botanique du monde, sur la flore ouest-africaine. Freeman a également recherché et rassemblé des données scientifiques sur la faune tropicale pour Kew Gardens ,.
Freeman a développé un nouveau zèle pour la foi méthodiste qui est mal vu par son employeur, Sir Robert Harland, qui lui a demandé de choisir entre sa religion et sa carrière,. À cette époque, la Methodist Mission Society en Angleterre a lancé un appel massif pour que des missionnaires volontaires se rendent en Afrique pour propager l'Évangile. Il a senti qu'il a reçu un appel divin à devenir missionnaire et a répondu à l'appel en s'assurant : « Il ne m'est peut-être pas nécessaire de vivre ; mais il faut que j'y aille." Il a consulté ses amis à ce sujet, en particulier Peter Hill de Chelmondiston qu'il considérait comme un ami de la famille depuis toujours. Par la suite, il a démissionné de son poste à Orwell Park. L'épouse de Sir Robert Harland, Lady Arethusa (1777–1860) n'est pas satisfaite de la décision de Freeman de partir et tenta en vain de le persuader de rester. Freeman a passé un examen satisfaisant devant un comité spécial à l'ancienne maison de la mission à Hatton Garden. Après avoir prononcé un sermon acclamé à la Conférence méthodiste de Leeds, en présence d'un ministre méthodiste, Abraham Farar, en octobre 1837, il fut nommé ministre wesleyen probatoire à Cape Coast après son ordination à la chapelle d'Islington à Londres le 10 octobre 1837. Les missionnaires anglais de Cape Coast n'ont eu qu'une série de courts séjours sur la Côte de l'Or, car beaucoup sont morts de maladies tropicales ,,,.

## Activités missionnaires en Afrique de l'Ouest

### Contexte historique
Le méthodisme est introduit pour la première fois sur la Côte de l'Or par l'Église méthodiste wesleyenne par le révérend. Joseph Rhodes Dunwell le jour du Nouvel An en janvier 1835, qui est un prédicateur anglais de 27 ans. Les premiers missionnaires wesleyens ont un héritage anglican. À partir de la fin des années 1400, des missionnaires catholiques romains et anglicans ont commencé à arriver sur la Côte de l'Or, bien que leurs efforts d'évangélisation n'aient donné aucun résultat. Au 18e siècle, les missionnaires anglicans ont fondé une école à Cape Coast où le révérend Philip Quaque est éducateur. Le programme scolaire est entièrement axé sur les connaissances bibliques et le renforcement des compétences en calcul et en littératie en étudiant les 3R : lecture (reading), écriture (writing) et arithmétique (arithmetic). Les manuels utilisés sont des brochures scripturaires distribuées par la Société pour la propagation de l'Evangile à l'étranger. Plus tard, le programme est élargi pour inclure les arts et métiers dans l'agriculture, le commerce et la menuiserie. Les premiers missionnaires ont également mis l'accent sur l'éducation des filles.
Cette école de mission a conduit à la prolifération de groupes d'étude biblique ou de groupes bibliques informels, consacrés à la lecture et à l'étude des Écritures en 1831/32, alors qu'il n'y a pas de missionnaire européen ou d'aumônier de château. Les groupes tenaient des registres officiels de leurs réunions de prière. Plus tôt en 1834, un participant de l'un de ces groupes, William de Graft, demanda des exemplaires du Livre Saint par l'intermédiaire du capitaine Potter, le capitaine d'un voilier marchand nommé "Congo" et un fidèle de l'église méthodiste wesleyenne de Bristol. de Graft a fréquenté la Cape Coast Castle School et a travaillé comme commerçant à Dixcove. Il s'est auparavant brouillé avec le gouverneur colonial à cause de différences théologiques et a finalement été persécuté, emprisonné et déporté de Cape Coast à Dixcove tandis que d'autres chrétiens indigènes sont menacés d'une amende. Une demande de missionnaires est faite par un certain John Aggrey, un Fanti royal qui a d'abord été fouetté publiquement, a refusé la chefferie suprême de Cape Coast en raison de sa foi chrétienne. En 1864, il est le souverain régnant de Cape Coast, dévoué à l'amélioration du bien-être spirituel et des besoins éducatifs de son peuple. Grâce à l'ingéniosité de Potter, la société missionnaire wesleyenne envoya non seulement des Bibles mais aussi un missionnaire méthodiste, Joseph Rhodes Dunwell du Yorkshire. Dunwell arriva le 4 janvier 1835 et commença immédiatement son ministère public à Cape Coast et organisa des réunions hebdomadaires avec les chrétiens locaux. Dunwell mourut après six mois sur la Côte de l'Or, le 24 juin 1835, d'une fièvre tropicale. En 1844, 15 missionnaires sont morts sur la côte. Au cours des huit premières années de la mission méthodiste au Ghana, sur un total de 21 missionnaires envoyés sur la Côte de l'Or, 11, dont les cinq successeurs de Dunwell, sont morts. Ces successeurs incluent George O. Wrigley du Lancashire et sa femme, Harriet, qui ont tous deux navigué le 12 août 1836 et sont arrivés le 15 septembre 1836, 15 mois après la mort de Dunwell. Il est secondé par Peter Harrod, venu sur la Côte de l'Or avec sa femme le 15 janvier 1837. Peter Harrop du Derbyshire mourut le 11 février 1837, trois jours après la mort de sa femme et trois semaines après leur arrivée. Harriet Wrigley est décédée le même jour que Mrs. Harrop. Neuf mois plus tard, George Wrigley succomba à une maladie tropicale à Cape Coast le 16 novembre 1837. Il est à noter qu'après seulement huit mois à Cape Coast, Wrigley a lu les Dix Commandements en Fanti le dimanche 28 mai 1837, a prêché en Fanti trois mois plus tard, le 20 août et le 3 septembre 1837, il a célébré le baptême en utilisant la liturgie parlée en la langue fanti. Les cinq missionnairessont enterrés dans des tombes sous la chaire de la première chapelle méthodiste de Cape Coast. A Accra, la mission wesleyenne fonde un institut théologique en 1842 pour former des enseignants-catéchistes. Cette institution est confiée à l'origine au couple missionnaire, le révérend et Mme. Navire. Cependant, après la mort du premier directeur de l'école, le révérend. Samuel Shipman, le projet est abandonné.
Plus tôt, James Hayford, un représentant colonial de l'administration de la British Merchant Company à Kumasi, a lancé une sorte de bourse méthodiste à Kumasi. Un autre chrétien Fanti et commerçant, John Mills, a codirigé la communauté à Kumasi. Hayford est en bons termes avec la famille royale Ashanti et est autorisé à diriger un service religieux au palais de l'Ashantihene. Par la suite, Thomas Birch Freeman est arrivé sur la Côte de l'Or à cette période en 1838. Motivé par le développement positif des activités de Hayford, Freeman a levé 60 £ pour la mission de Kumasi. Pendant près de deux décennies, de 1838 à 1857, avec son élève, William de Graft, ses activités missionnaires l'ont emmené sur la Côte de l'Or, l'Ashanti. arrière-pays, Yorubaland (Badagry, Lagos et Abeokuta) et jusqu'au Dahomey. Il y a eu un réalignement organisationnel en 1854, lorsque l'église a constitué sa gouvernance de district en circuits et Thomas Freeman est élu président. William West succède à Freeman en 1856. Le 6 février 1878, le synode méthodiste a lancé le processus de décentralisation du district en deux ministères distincts pour améliorer l'efficacité organisationnelle. Cette nouvelle étape fut confirmée lors de la Conférence britannique en juillet 1878. PR Picot est devenu le chef du district de Côte de l'Or tandis que John Milum a présidé le district de Yoruba et Popo dans l'ouest du Nigeria. Le travail missionnaire dans les Territoires du Nord de la Côte de l'Or a commencé en 1910. Il y eut une accalmie de désaccord avec le gouvernement colonial et en 1955, l'évangélisation méthodiste reprit dans le nord du Ghana sous la direction du révérant Paul Adu, le premier missionnaire indigène de cette partie du pays.
L'Église méthodiste du Ghana est devenue autonome en juillet 1961 et sur la base d'un acte de fondation, inscrit dans la Constitution et le Règlement de notre Église, elle est nommée l'Église méthodiste du Ghana. Avant son autonomie, l'Église méthodiste du Ghana entretenait des liens avec différents organismes méthodistes : la Wesleyan Methodist Missionary Society, la British Methodist Church et la Methodist Missionary Society qui ont toutes formé une fusion ecclésiastique en 1932. Cinq nouveaux districts, dont Kumasi, ont également été créés en 1961. Le révérant Brooking est le premier ministre résident à être en poste à Kumasi en tant que point central du méthodisme à Ashanti. L'église compte maintenant un total de plus de 600 000 fidèles répartis dans 17 diocèses, 3 814 sociétés, 1 066 pasteurs, 15 920 prédicateurs locaux, 24 100 dirigeants laïcs. L'Église méthodiste du Ghana possède également un orphelinat, des hôpitaux, des cliniques et des écoles.
Sampson Oppong, un évangéliste et prophète indigène, malgré son zèle missionnaire, a collaboré avec l'Église méthodiste de Kumasi pour propager l'Évangile dans les régions d'Ashanti et de Brong Ahafo. L'église méthodiste a adopté un système épiscopal en 1999. Dans la dernière partie du 20e siècle, le méthodisme au Ghana s'est répandu à travers les médias imprimés et électroniques ainsi que l'implantation d'églises. Ce succès du méthodisme à atteindre les peuples autochtones de la Côte de l'Or peut être attribué à « l'anticléricalisme, l'anti-calvinisme, l'anti-formalisme, l'anti-confessionnalisme et l'anti-élitisme » historiques de la dénomination,.

### Côte de l'Or et Ashanti
Thomas Freeman, sa femme, Elizabeth Booth et Joseph Smith, le directeur de la Cape Coast Castle School ont navigué à bord de l'Osborne jusqu'à la Côte de l'Or et ont atterri à Cape Coast le 3 janvier 1838. A son arrivée à Côte de l'Or en 1838, les méthodistes de Cape Coast offraient des cadeaux : « 37 volailles, 43 [tubercules] d'igname, quelques bottes d'échalotes… un panier de maïs pour nourrir les volailles. En l'espace d'un mois et demi, Thomas Birch Freeman est tombé malade du paludisme et sa première femme s'est occupée de lui. Peu de temps après, Booth mourut subitement d'un état inflammatoire le 20 février 1838 alors que Freeman se rétablissait, dans les sept semaines suivant leur arrivée. Finalement, il a surmonté le chagrin de la mort de sa femme et a commencé le programme ardu en tant que missionnaire. Freeman se lie d'amitié avec le capitaine George Maclean, le gouverneur de la Côte de l'Or britannique de 1830 à 1843, qui l'encourage à travers ses tribulations personnelles. Thomas Freeman a également demandé conseil à des connaisseurs de la Côte de l'Or, qui ont une connaissance plus approfondie de la culture et de la géographie du pays. Il a acheté une maison de mission plus spacieuse avec une conception favorable à l'environnement. Il a ensuite achevé la première église méthodiste de Cape Coast, la cathédrale méthodiste Wesley, inaugurée le 10 juin 1838. Les missionnaires, Wrigley et Harrop ont commencé les structures avant leur mort prématurée. Freeman a commencé la reconstruction le 17 janvier 1838, quinze jours après son arrivée. Le service d'ouverture est suivi par le gouverneur Maclean, des résidents européens sur la côte et plus de 1200 autochtones, avec de nombreux fidèles débordant à l'extérieur de la chapelle. En outre, il a supervisé l'implantation de plusieurs églises méthodistes à Anomabo, 8 km à l'est, et à Dominase, 28 kilomètres (18 mi) au nord-est, de Cape Coast .
Freeman a formé deux jeunes hommes de l'ethnie Fanti, William de Graft et John Martin au catéchisme, en préparation du «ministère indigène» car ses collègues missionnaires wesleyens le considéraient comme un compatriote anglais. Il s'est lié d'amitié avec plusieurs chefs suprêmes de la Côte de l'Or et est surnommé "Okomfo Obroni" signifiant "prêtre fétiche blanc" en langue Fanti. Son arrivée sur la côte, en tant que quatrième missionnaire méthodiste de la colonie, est mercredi. En tant que tel, il est surnommé, Kwaku Annan. Dans la culture Akan, Kwaku est le nom du jour donné à un enfant mâle né un jeudi. Annan fait référence au quatrième enfant mâle .
Thomas Freeman a envoyé un rapport à la mission méthodiste en Angleterre, recommandant la création d'internats pour former des prédicateurs, des enseignants et des catéchistes, en dehors de l'influence de la société animiste traditionnelle. Il a élaboré un programme scolaire qui a laissé de côté l'étude des langues maternelles ainsi que le travail manuel pour les garçons. TB Freeman organisait fréquemment des réunions missionnaires. Le premier événement, tenu le 3 septembre 1838 au château de Cape Coast, fut présidé par le gouverneur George Maclean. Ce jour-là, il y a une réunion de prière à 6h du matin, une cérémonie de mariage de masse pour six couples à 7h30, une réunion trimestrielle à 11h. Une plate-forme est construite dans l'après-midi et un événement en soirée a commencé à 19h15. Cette réunion missionnaire inaugurale est originale en ce qu'elle est présidée par un leader politique laïc. Aujourd'hui, il est de coutume que les événements publics méthodistes au Ghana soient présidés par des agents non religieux.
Issu de la réunion, Freeman fonda une église méthodiste, la cathédrale Wesley à Accra, en octobre 1838 à la demande des méthodistes Fanti vivant dans la banlieue d'Accra à Jamestown - une plaque tournante pour les marchands britanniques à l'époque. Il a également créé une école près de l'église et a nommé John Martin comme directeur. De plus, Thomas Freeman a établi plus de missions le long de la ceinture côtière de Dixcove, 24 km au sud-ouest de Takoradi, à l'ouest, jusqu'à Winneba, 56 km à l'ouest d'Accra, à l'est. À Winneba, où un protégé de de Graft servait comme missionnaire, vingt chrétiens qui sont pour la plupart des commerçants itinérants se réunissaient régulièrement pour des services. Sur le circuit missionnaire, Freeman a également visité Komenda, Elmina, Anomabu, Agyaa et Saltpond. Avec 15 exhortateurs et son probationnaire, William de Graft, cinq assistants de mission, Joseph Smith, John Hagan, John Mills, John Martin et George Blankson, Thomas Freeman a commandé de nouvelles chapelles à Anomabu, Winneba, Saltpond, Abaasa et Komenda ,.
Thomas Birch Freeman s'est aventuré pour la première fois sur le territoire d'Ashanti le 29 janvier 1839, avec l'intention d'y installer une station missionnaire wesleyenne. De Cape Coast, Thomas Freeman et ses assistants de mission sont arrivés à Fomena via Anomabu, un point médian approximatif entre la région centrale et la région d'Ashanti. Lors du voyage vers Kumasi, il est tombé malade dans une ville appelée Domonasi. Il s'est rapidement rétabli et s'est rendu dans une autre ville, Yankumasi, où un jeune chef réceptif, Asin Chibu, lui a donné des moutons et des plantains verts et a chargé cinq porteurs de porter ses bagages. A la ville de Mansu, il est reçu par le chef, Gabri et ses capitaines, qui ont fait don de fruits, de légumes et de moutons à Freeman et à son entourage. Il est tombé à nouveau malade à Mansu mais la fièvre a diminué la semaine suivante. Il a traversé la rivière Prah avec ses rives boisées pleines de palmiers, de fougères et d'autres flores. Freeman a traversé les collines d'Adansi et a continué jusqu'à la petite ville de Kwisa/Kusa. Le chef d'Adansi, Korinchi, est décrit comme un ivrogne et Freeman lui a prêché l'évangile devant 500 indigènes et vassaux. Il a également été témoin des funérailles traditionnelles de la sœur du chef et du sacrifice humain d'une esclave autochtone dans le cadre des coutumes. Une délégation de son équipe est envoyée à Kumasi pour demander à l'Ashantihene, Nana Kwaku Dua I si le royaume d'Ashanti allait être réceptif à l'Église méthodiste de Kumasi. L'équipe a dû attendre à Kusa à Ashanti et plus tard dans une ville de repos appelée Franfraham. Les Ashantis pensaient que Freeman est un espion britannique et il dut attendre près de deux mois (48 jours) avant que les autorités du tabouret ne lui permettent de rencontrer le Kwaku Duah I qui régna de 1834 à 1867.
L'empire Ashanti est un royaume formidable et un éternel ennemi politique du peuple Fanti. La vie quotidienne des Fantis sur la côte est profondément affectée par les attaques constantes contre eux par l'armée Ashanti. Un spécialiste de l'histoire de la mission a déclaré : «Les membres de Cape Coast ont grandi dans… des maisons individuelles avec des sorties spécialement conçues pour faciliter l'évasion de l'une à l'autre en cas d'attaque par leur ennemi du nord. Leurs informations sur les Ashanti consistaient en "des histoires d'horreur, de misère et de cruauté", qui s'étendaient au fil des récits et des récits et les terrifiaient autant qu'elles rendaient Freeman impatient "de commencer les opérations missionnaires".
Il entra finalement à Kumasi le 1er avril 1839 et sur le terrain du durbar avec plusieurs chefs réunis, Freeman présenta à l'Ashantihene une pétition pour ouvrir une église et une école, après avoir clairement indiqué qu'il n'a aucun intérêt politique ou commercial à Ashanti. Le roi Ashanti a rejeté sa demande. Il a néanmoins forgé une relation encourageante avec le monarque Ashanti et d'autres chefs provinciaux comme l'Apoko qui est linguiste en chef et ministre des Affaires étrangères. Le roi lui a permis de prêcher dans les rues et il a tenu des services religieux pendant son bref séjour à Kumasi. À Kumasi, Freeman a de nouveau observé plusieurs cas de sacrifices humains dans le cadre des coutumes funéraires Ashanti pour la royauté. Le 15 avril 1839, il quitta Kumasi pour Cape Coast. Il arriva à la maison de la mission de Cape Coast, huit jours plus tard, le mardi 23 avril 1839 à 21 heures. À Cape Coast, Thomas Birch Freeman a rencontré le missionnaire bâlois, Andreas Riis, qui est totalement étonné par la manière cordiale dont les autorités coloniales britanniques ont conduit le gouverneur Maclean à traiter Freeman, contrairement au traitement froid qui est infligé à Riis par le gouverneur danois., FS Moerck à Christiansborg. Freeman a donné à Riis un compte rendu direct de sa visite à Kumasi.
Il a envoyé le journal de ses visites au conseil d'administration à Londres avec une recommandation de George Maclean, le gouverneur de facto qui est président du Conseil des marchands européens à Cape Coast. À l'invitation du comité de mission de Londres, Freeman se rendit en Angleterre en 1840, avec son ancien élève, William de Graft, dans le but de collecter 5 000 £ pour l'expansion de la Côte de l'Or Mission à Ashanti et de sélectionner six autres missionnaires. Le 16 juin 1840, TB Freeman rencontra le comité missionnaire méthodiste. La Wesleyan Methodist Missionary Society accusait un déficit de plus de 20 000 £ en 1840. Une résolution est adoptée pour démarrer une mission à Ashanti. Six missionnairessont inscrits dans la société missionnaire wesleyenne et envoyés sur la Côte de l'Or. Pendant leur séjour en Angleterre, Freeman et de Graft ont visité de nombreuses villes anglaises et ont réussi à collecter 4650 £ grâce à son appel de fonds. Il est enregistré qu'ils ont également visité l'Irlande. Freeman a également visité la maison de ses anciens employeurs, Sir Robert Harland et Lady Harland. Il a présenté des plantes tropicales aux Harlands. Mme. Harland a fait construire une pépinière/serre pour la nouvelle flore de la Côte de l'Or. William de Graft a prêché à Langton Street Chapel, l'église du défunt capitaine Potter de la barque marchande de Bristol, "Congo", qui a d'abord raconté les activités du Cape Coast Bible Band, également connu sous le nom de "Society for Promoting Christian". Connaissance » à ses congréganistes. La veuve du capitaine Potter, Mrs. Potter est présent à l'église ce jour-là. de Graft a également aidé à traduire des textes anglais en langue Fanti pendant son séjour en Angleterre. Une ordination spéciale et un service d'adieu ont eu lieu à la Great Queen Street Chapel, à Londres, pour Freeman et cinq autres missionnaires partants. La cérémonie est présidée par les ministres Bunting, Hannah, Alder, Beecham et Hoole. En compagnie de dix autres personnes, Freeman quitta Gravesend pour la Côte de l'Or le 3 décembre 1840, à bord du brick Osborne ; son navire a accosté à Cape Coast le 1er février 1841. Les passagers comprenaient Mme. Hesk, Mme. Shipman, avec MM. Watson, William Thackwray et Charles Walden. Le premier dimanche du Nouvel An, "un service d'alliance délicieux et heureux" a eu lieu à bord de l'Osborne. En 1841, quatre des douze missionnaires méthodistes sont morts sur la Côte de l'Or de la fièvre tropicale. William Thackwray, le missionnaire wesleyen affecté à Domonasi est mort à Anomabu après une courte maladie de huit jours. Thackwray a auparavant été autorisé par le chef d'Ega à prêcher dans la petite ville voisine d'Anomabo. Charles Walden meurt de fièvre le 29 juillet 1841. Mme. Hesk mourut le 28 août 1841 à Anomabo et fut enterré au cimetière de l'église méthodiste wesleyenne de Cape Coast. Trois autres missionnaires sont retournés en Grande-Bretagne en raison de problèmes de santé.
De novembre à décembre 1841, Thomas Freeman et une grande suite d'indigènes Fanti et Ashanti se rendirent à Kumasi et présentèrent au roi Ashanti et à la maison royale, une voiture à quatre roues, construite par un certain M. Sims et par la suite approuvée par la reine Victoria (régna de 1837 à 1901) et le Prince Albert, une table, douze chaises, une nappe, des services de table, de petit-déjeuner et de thé et un portrait de la Reine. Les missionnaires Shipman et Watson assumèrent la supervision du district de Cape Coast en l'absence de Freeman. La deuxième venue de Freeman à Ashanti est chaleureusement accueillie, car il est en compagnie de deux descendants de la famille royale, John Owusu-Ansa et William Owusu Kwantabisa, otages politiques de l'une des guerres anglo-Ashanti et du traité de 1831 qui en a résulté. Les deux princes sont arrivés sur les navires de la célèbre expédition du Niger. Le gouverneur Maclean a envoyé les deux membres de la famille royale en Angleterre où ilssont baptisés et éduqués par l'Église anglicane. Le trio quitta Cape Coast le 6 novembre 1841 et arriva à Kumasi cinq semaines (37 jours) plus tard, le 13 décembre. L'Ashantihene les a accueillis avec enthousiasme. Il est très content des cadeaux de la voiture. Il est également ravi de voir ses neveux, qui ont l'air bien soignés et en bonne santé et en sont venus à symboliser la valeur d'une éducation en anglais. Le roi a permis à Thomas B. Freeman de fonder une église mais pas une école. Freeman est retourné à Cape Coast avec des «cadeaux» tels que du bétail, des légumes, des fruits et de la poussière d'or d'une valeur de 56 £, de la maison royale pour lui-même et la société missionnaire. Le missionnaire wesleyen, le révérant Robert Brooking, qui est arrivé le 13 janvier 1840 avec le révérend et Mme. JM Mountford, est invité à superviser la mission Ashanti nouvellement ouverte sur un terrain fourni par le monarque Ashanti. Les cadeaux comprenaient des femmes esclaves que TB Freeman a libérées et emmenées à Cape Coast pour y être éduquées. À Cape Coast, il a accueilli les missionnaires méthodistes anglais nouvellement arrivés, Allen, Rowland et Wyatt, qui ont ensuite été affectés respectivement à Domonasi, Kumasi et Dixcove,,,.
À Accra, le gouverneur Maclean, avec le capitaine Tucker de l'Iris et les deux capitaines nommés Allen, des voiliers, le Soudan et le Wilberforce, ont rendu une visite de courtoisie à Freeman qui visitait l'église wesleyenne là-bas. Les capitaines ont proposé une idée d'envoyer un missionnaire à envoyer au Gabon, qui n'a jamais abouti,,,.
En 1842, l'Ashantihene a permis à Freeman de démarrer le premier poste de mission à Kumasi. Le chef a en outre fourni à la mission un terrain à Krobo Odumase avec lequel ils devaient établir cette station. Le terrain abrite encore quelques actifs de l'Église méthodiste du Ghana, notamment la maison méthodiste Nana Kwaku Duah I qui sert de siège diocésain,,,.
Freeman retourna une troisième fois à Ashanti en août 1843, accompagné d'un nouveau missionnaire méthodiste, George Chapman pour remplacer Robert Brooking qui est retourné en Angleterre quelques mois plus tôt pour cause de maladie. Il est resté dans la maison de la mission à Kumasi. Les missionnaires allemands de Bâle, Fritz et Rosa Ramseyer, Johannes Kuhne ainsi que le commerçant français, Marie-Joseph Bonnatsont détenus dans ce bâtiment de la mission pendant leur captivité à Ashanti de 1969 à 1874,,.
Pendant le ministère de Freeman, plusieurs chefs et féticheurs de plusieurs villes, dont Mankessim, Aberadzi, Akrodu et Anomabu, ont embrassé le christianisme et plusieurs traditionalistes autochtonessont baptisés. Il a également créé des écoles d'agriculture industrielle dans les villes, Beulah, à environ 8 miles de Cape Coast et une à Domonasi, en utilisant le modèle professionnel de la Mission de Bâle. L'école de Beulah, qui a un jardin bien garni de fruits et d'autres plantes, servait également de sanatorium et de lieu de villégiature pour les missionnaires, les prédicateurs itinérants et les résidents de Cape Coast,,,.

### Nigéria occidental
Certains Yorubas ou Aku qui sont devenus chrétiens en Sierra sont retournés au Yorubaland dans le golfe du Bénin à l'époque moderne, Lagos Nigeria et ont fait une demande à la Wesleyan Missionary Society pour un missionnaire / enseignant. Thomas Birch Freeman fut ainsi le premier missionnaire chrétien à faire du prosélytisme à Badagry dans l'actuel État de Lagos, lorsque son navire, la reine Victoria, y arriva, le 24 septembre 1842, en compagnie de son ancien élève, William de Graft et de sa femme, pour enquêter sur questions soulevées par les Yoruba rapatriés de Sierra Leone. L'entourage est autorisé par le chef Badagry à installer une mission dans la commune. Le 30 novembre 1842, ils ont construit une maison de mission et une chapelle. William de Graft est nommé surveillant de cette nouvelle mission. Le couple de Graft et Freeman se sont rendus à Lagos et plus tard dans la ville Egba d'Abeokuta, à l'invitation formelle écrite du souverain ou Alake d'Egba, nommé Shodeke. L'équipe missionnaire est chaleureusement accueillie par le suzerain d'Abeokuta et son frère, le général Shamoye. Freeman a prêché l'Evangile dans la cour du palais. Thomas Freeman a ensuite donné la Sainte Bible à Shodeke. Shodeke a décrété que le christianisme soit adopté dans sa domination, mais les grands prêtres indigènes se sont rebellés contre lui et l'ont secrètement empoisonné, peu de temps après cet épisode,.
Fin 1854, il retourna à Abeokuta puis à Lagos, où la Wesleyan Missionary Society s'est installée deux ans plus tôt. A Lagos, Freeman est chaleureusement reçu par le missionnaire européen Gardiner, le roi de Lagos Dosumu et le consul anglais Campbell. Un service chrétien a eu lieu en l'honneur de Freeman, en présence d'émigrants sierra-léonais, d'écoliers et d'indigènes de Lagos. Pendant le service du dimanche, Freeman a donné deux sermons à deux grandes congrégations. La première réunion missionnaire wesleyenne eut lieu une semaine plus tard, le 5 décembre 1854, au retour de Freeman d'Abeokuta. La réunion visait à trouver des moyens de collecter des fonds pour les opérations de la mission. À Aro, un voisinage d'Abeokuta, il rencontra le ministre indigène, Bickersteth et plusieurs de ses fidèles. Il a retrouvé Shamoye, le frère de l'ancien chef aujourd'hui décédé, Shodeke et a rencontré son successeur, le nouveau dirigeant, Sagbua. Une station de mission est construite sur le terrain donné à Freeman par Shodeke en 1854. Freeman a célébré plusieurs baptêmes et mariages à Abeokuta et a présidé une réunion missionnaire. Il a également rendu une visite de courtoisie au couple missionnaire, Henry Townsend et sa femme.

### Dahomey
Par la suite, Thomas Freeman est invité par le roi du Dahomey, Gezo (également Ghezo) qui a gouverné le royaume de 1818 à 1858. Les Dahomey sont les grands rivaux et ennemis jurés des Yoruba d'Abeokuta et des Badagry. Le Dahomey a des plans pour attaquer les Yoruba. Freeman considérait donc l'invitation comme une chance de servir de médiateur dans l'impasse séculaire parce qu'il ne voulait pas que la station missionnaire nouvellement établie soit détruite dans un conflit. Le roi Gezo ne s'est pas engagé à s'engager dans un conflit futur. Le chef est fortement impliqué dans les sacrifices humains, une expérience presque quotidienne ainsi que dans l'esclavage et la traite des esclaves. Freeman a voulu mettre un terme à ces pratiques mais n'a pas réussi à convaincre le souverain. Le 1er janvier 1843, TB Freeman atteint Ouidah (Whydah) sur la côte du Dahomey, où il place un prédicateur. Il loge au fort anglais. Le 8 janvier 1843, il organise un petit service pour son état-major et ses partisans à l'intérieur du château. Peu de temps après son arrivée, Freeman a eu une conversation aimable avec le tristement célèbre marchand d'esclaves brésilien, Don Antonio de Souza (mort vers 1849), un allié du roi Gezo. de Souza est en bons termes avec Freeman. Il a également rendu une visite de courtoisie au vice-roi de Wydah, Yevogah et a exprimé son souhait de rencontrer le Gezo. En mars 1843, Freeman visita Gezo à Kana, 13 km de la capitale dahoméenne d'Abomey (Abomi). Là, il fut ébahi par l'autocratie du chef, la prédominance du sacrifice humain (décapitation, conservation par salage et séchage, pendaison du cadavre la tête en bas), la ferveur guerrière du régiment exclusivement féminin de guerriers, les Amazones qui appartenaient au régiment dahoméen rois. Les Amazones ont accordé à Freeman un salut de neuf coups de canon et un salut de 21 coups de canon pour la reine Victoria d'Angleterre. Il a décrit ses activités missionnaires à Badagry à Gezo. Le roi lui a demandé s'il pouvait reproduire le succès de cette mission à Ouidah. Parmi ses autres demandes, Gezo souhaitait avoir un gouverneur anglais dans la forteresse basée à Ouidah. Thomas Freeman est allé à Abomey et est choqué de découvrir une pile de crânes humains au palais qui a également des murs tachés de sang,,,,.
Dès réception de l'invitation officielle à démarrer une maison de mission à Ouidah, Freeman a quitté le Dahomey pour Cape Coast. Le roi a présenté quatre filles esclaves Aku, ainsi que deux autres garçons et deux filles, dans le but de les éduquer sur la Côte de l'Or et de les ramener au monarque du Dahomey. Freeman a libéré les huit esclaves. Certains chercheurs ont émis l'hypothèse que le séjour de Freeman au Dahomey a peut-être incité Gezo à modifier le processus judiciaire d'exécution des criminels et des sacrifices humains. Les chefs de province n'ont plus le pouvoir de condamner à mort les auteurs présumés. Ils ont maintenant une chance de faire appel à la cour du roi dirigée par Gezo lui-même. Néanmoins, les sacrifices humains et l'économie de l'esclavage se sont poursuivis sans relâche. Plus tôt, alors qu'il attendait à Ahgwey à Little Popo l'arrivée de son navire pour Cape Coast, il a rendu visite à un chef indigène éduqué en anglais, George Lawson, qui a rapidement accueilli l'offre de Freeman d'envoyer un enseignant là-bas, la genèse du travail missionnaire à Popo ,,,,.

## Lacunes

### Langue fanti
Limité sur le plan linguistique, Freeman a résisté à apprendre à lire, écrire ou parler la langue Fanti, même si cela aurait aidé ses efforts d'évangélisation.

### Problèmes financiers
De 1843 à 1854, Thomas Birch Freeman a tenté d'étendre les activités de la mission au Nigeria et à la Côte de l'Or. En conséquence, ses dépenses de voyage et d'administration ont explosé. Il n'a pas fait preuve de diligence raisonnable sur ses comptes et est lourdement endetté. En 1844, il retourna en Angleterre en congé pour se défendre contre la diffamation et un tourbillon d'accusations. En 1845, il fut averti par la Home Mission de ses importants déficits à hauteur de 7 935 £. Le comité missionnaire est profondément préoccupé par son manque apparent de convenance financière. Il a réussi à amasser 5 500 £ après avoir visité l'Angleterre pendant près de 12 mois. Il a échangé des lettres avec l'abolitionniste anglais, Thomas Clarkson (1760-1846) et a exprimé ses graves inquiétudes au sujet de l'esclavage en cours le long de la côte de l'Afrique de l'Ouest. Il a ensuite communiqué avec le secrétaire colonial de l'époque , Lord Stanley, comte de Derby (1799–1869), l'homme d'État britannique qui a joué un rôle déterminant dans l'abolition de l'esclavage et de la traite transatlantique des esclaves. De plus, il a rencontré Henry Wharton, un mulâtre antillais de Grenade qui a suivi Freeman sur la Côte de l'Or et y a vécu et travaillé pendant vingt-huit ans,,,,.
Freeman retourna à Cape Coast au milieu de 1845 pour rencontrer une foule de problèmes qui couvaient dans les champs de mission. La Home Mission en Angleterre lui a ordonné de ne pas établir de nouvelles missions ni d'augmenter l'effectif de la mission. La mission Ashanti a fermé après la nomination du commandant Henry Worsley Hill en tant que nouveau gouverneur britannique pour succéder à George Maclean., Le mandat de Hill est de 1843 à 1845. Hill a visité le Dahomey avec Freeman. TB Freeman s'est ensuite rendu à Badagry et est retourné à Cape Coast après avoir marché à pied pendant plus de 480 km. De nouveau en 1848, Freeman se rendit à Kumasi avec William Winniett, le successeur de Hill dans le but de provoquer la signature d'un traité pour abolir la pratique du sacrifice humain. Cet objectif ne s'est pas concrétisé,,,,.
L'épouse africaine de Freeman l'a soutenu dans son travail missionnaire à Cape Coast, qui a vu l'église s'agrandir. En 1856, six nouvelles églisessont commandées dans le quartier de Freeman sans l'approbation explicite de Londres. En 1856, un missionnaire wesleyen, le Rev. Daniel West est nommé secrétaire financier de la mission et envoyé au Ghana pendant quatre mois pour enquêter et faire rapport sur la santé financière de la mission. West s'est également rendu à Lagos et à Abeokuta pour évaluer la situation financière des missions là-bas. Le rapport de West est négatif et a en quelque sorte inculpé Freeman. Cependant, il a loué l'étendue des initiatives missionnaires de Freeman en matière d'éducation et d'évangélisation. West, cependant, mourut en Gambie, le 24 février 1857, avant d'atteindre l'Angleterre. Même si West a envoyé son rapport avant son départ, sa mort signifiait qu'il ne pouvait pas présenter ses conclusions en personne au comité de Londres. Le Home Committee a nommé William West comme nouveau secrétaire financier et surintendant général de la mission de Côte de l'Or<,,,,.
En conséquence, Freeman tendit sa démission en tant que président et surintendant général de la mission au comité de Londres. Son départ de la mission est en grande partie dépourvu d'acrimonie. Freeman a même proposé de travailler à toute autre fonction au sein de la mission wesleyenne. En raison de sa mauvaise gestion financière, de son manque de responsabilité, de ses dépenses excessives et de son incompétence, il est lourdement endetté et a dû trouver un nouvel emploi pour rembourser ses dettes personnelles ,,,,.

## Fonctionnaire colonial
En 1857, malgré son incompétence financière, il accepta un poste gouvernemental de commandant administratif et civil du district d'Accra de Sir Benjamin Chilley Campbell qui fut gouverneur de la Côte de l'Or de 1857 à 1858. En 1860, il fut démis de ses fonctions par le nouveau gouverneur, Edward B. Andrews, dont le mandat dura de 1860 à 1862<, <,,.
En 1850, le gouverneur William Winniett fit de Thomas Freeman son secrétaire honoraire à Accra, après que les Britanniques eurent acheté le fort danois, le château de Christiansborg et d'autres possessions. Winniett et Freeman arrivèrent à Christiansborg, aujourd'hui Osu, et reçurent les clés du château de Christiansborg des autorités coloniales danoises. En tant que fonctionnaire et administrateur financier, de 1850 à 1854, TB Freeman est occupé au travail dans son circuit au milieu de la persécution des chrétiens. Les féticheurs du fétiche nommé Naanam Mpow à Mankessim, à 20 milles (32 km) au nord-est de Cape Coast a créé un problème pour les indigènes. Après que James Bannerman soit devenu lieutenant-gouverneur de la Côte de l'Or de 1850 à 1851, les coupablessont jugés dans le système judiciaire colonial et emprisonnés. Le gouvernement colonial l'a chargé de mettre en œuvre et d'appliquer la taxe de vote très impopulaire, estimant que l'administration utilisera les fonds pour les équipements sociaux des habitants de la Côte de l'Or. Le gouvernement l'a cependant utilisé pour payer les salaires de ses fonctionnaires.
En 1854, l'armée britannique a bombardé Christiansborg, aujourd'hui Osu, après que les habitants ont refusé de payer la taxe de vote. En tant que commandant civil, Freeman a exhorté les habitants d'Osu à revenir et à reconstruire leurs maisons. Il a participé aux négociations qui ont mis fin à la guerre d'Anlo de 1866. Le traité de paix est signé entre l'Anlo sur la gauche (rive est), soutenu par l'Akwamu et, plus tard, l'Ashanti, comme une seule partie et les Britanniques et son allié, le peuple d'Ada, sur la rive droite (ouest) de la Volta et, comme l'autre signataire. Le nom de Freeman est devenu un nom familier qui lui a permis de devenir un médiateur de conflit efficace. Herbert Taylor Ussher, le gouverneur de la Côte de l'Or de 1867 et 1872 et de nouveau, 1879 et 1880, a demandé à Freeman de régler un différend entre les Néerlandais avec le peuple d'Elmina et les chefs Fanti, après que les Fanti aient assiégé le canton d'Elmina en 1868. Le Fanti a rejeté ses efforts et ses supplications.

## Médecin non professionnel
Thomas Birch Freeman a également été impliqué dans la guérison médicale en utilisant des techniques de médecine orthodoxe. Il est réputé avoir guéri la reine de Juaben, Seiwa, de son mal. Freeman a également soigné un chef à Kumasi pour une fièvre bilieuse. Ainsi, il est devenu non seulement un prédicateur mais aussi un médecin laïc et a amélioré sa position parmi la population locale. En tant que missionnaire-éducateur anglican, Philip Quaque a fourni un traitement médical rudimentaire des maux dont souffraient les élèves dont il s'occupait à la Cape Coast Castle School ,. Pour les cas médicaux plus avancés, le chirurgien de l'armée royale d'Afrique de l'Ouest, qui résidait dans le château, prodiguait les soins. Les services de Freeman sont cruciaux car la Côte de l'Or n'a pas de système de santé public formalisé sur la Côte de l'Or.

## Initiatives littéraires
Freeman est un écrivain et a écrit un roman intitulé Missionary Enterprise No Fiction, qui est publié anonymement en Angleterre chez Epworth Press. TB Freeman tenait un journal d'une visite à Ashanti qui est périodiquement publié en Angleterre dans les Wesleyan Missionary Notices. La publication des journaux de Kumasi a propulsé Freeman au rang de célébrité conformément à la vision des missions de TF Buxton. Les publications aboutirent au recrutement et à l'enrôlement de plus de missionnaires envoyés sur la Côte de l'Or en janvier 1840. En 1859, Freeman et un autre missionnaire wesleyen, Henry Wharton des Antilles, ont fondé une publication d'information, le Christian Messenger and Examiner, comme moyen de traduire la littérature étrangère et les œuvres classiques dans les langues africaines indigènes ,.

## Vie privée
Peu de temps après son ordination, Thomas Birch Freeman a épousé Elizabeth Booth, la gouvernante de Sir Robert et Lady Harland, et a navigué avec elle à Cape Coast, Côte de l'Or le 5 novembre 1837, arrivant le 3 janvier 1838. Le 25 novembre 1840, Freeman se remaria avec Lucinda Cowan de Bristol. Cowan mourut à Cape Coast, neuf mois plus tard, le 25 août 1841, des suites d'une maladie. Au retour de Freeman du Dahomey et d'Abeokuta en 1854, il épousa une femme instruite de la Côte de l'Or, Rebecca Morgan, une des premières converties de Fanti, avec qui il eut quatre enfants.

## Des années plus tard
Freeman a quitté son poste de fonctionnaire du gouvernement et a ensuite acheté un terrain dans le coude d'une rivière à la périphérie d'Accra, y a construit une maison et a commencé à cultiver des fruits et légumes qui sont fournis aux Européens et aux autres résidents d'Accra. Il a ravivé son intérêt pour la botanique et a envoyé des spécimens rares de plantes et des rapports sur des informations utiles aux jardins de Kew sur les orchidées qu'il s'est procurées sur la Côte de l'Or. Lorsque la récolte de café de Ceylan est infestée de maladies, il y a introduit l'espèce de café libérien, envoyant d'abord 400 plants aux jardins de Kew. Il est l'organisateur de la Société pour l'agriculture à Accra. Il est également devenu commerçant, vendant les récoltes récoltées sur sa ferme. En 1874, il a plaidé pour que l'église méthodiste construise des écoles adaptées à l'enseignement supérieur.
Le 1er septembre 1873, à l'âge de 62 ans et seize ans après avoir démissionné de la société, Freeman retourna à la mission méthodiste et y travailla pendant treize ans jusqu'à sa retraite en 1886. Il s'est d'abord vu attribuer un terrain familier, Anomabu, où il a administré le sacrement de la Cène du Seigneur à 300 communiants. Il a visité Cape Coast et est rejoint par le ministre méthodiste indigène, Andrew W. Parker, pour diriger une réunion de prière spéciale pour les pénitents. Parmi ses fonctions figuraient la supervision d'antennes telles que Kuntu près d'Anomabu et la construction d'églises et l'organisation de réunions de camp de réveil religieux. Il a prêché à une grande foule dans le sanctuaire de l'église méthodiste de Saltpond, après quoi il a administré la communion. Il a également baptisé 212 personnes à Anomabo. Il a baptisé quelque 300 indigènes en une journée. Il a également prêché à une congrégation bondée à Accra et a administré la Communion. Il a tenu un service chrétien à Elmina dans une chapelle pleine à craquer, assisté du ministre anglais nouvellement arrivé, le révérend. George Dyer et les ministres autochtones, Laing et Parker. Il a en outre prêché aux pêcheurs en plein air au Grand Kormantine et a célébré un mariage de masse pour trois couples. À Great Kormantine, il a organisé le tout premier camp meeting organisé sur la Côte de l'Or. Deux mille personnes sont présentes à un autre réveil au Grand Kormantine en septembre 1876. À Assafa, il a épousé cinq couples et baptisé 260 convertis, dont des nourrissons et des chefs de famille. En raison de son large public, Freeman a assuré la liaison avec les administrateurs de l'église Cape Coast Wesley pour étendre son sanctuaire. Une chapelle à l'aise a également été construite dans les locaux de l'école de garçons, Mfantsipim. A Mankessim, il baptisa de nombreux convertis près du site du bosquet de l'oracle sacré. L'Église méthodiste du Ghana colonial a gagné 3 000 membres en 1877, Freeman baptisant personnellement 1 500 membres. Au total, il y a eu 4 500 baptêmes entre janvier 1876 et décembre 1877. Son ministère de 1873 à 1877 a produit quatre à cinq mille croyants non rechutés. Une réunion de camp, des services au clair de lune sous les palmiers et une fête de l'amour ont eu lieu en 1878.
La visibilité de l'église méthodiste s'est accrue dans les territoires fantas durant cette période. Certains non-chrétiens sont furieux car de nombreux indigènes se sont convertis au christianisme. Ils ont tenté de semer le chaos lors des offices religieux, mais Freeman a pu résister à la pression. Une secte musulmane de Lagos a tenté de perturber son travail parmi les Fanti. Pour contrer leurs attaques, Freeman a créé une école dans la région. Il inaugure une nouvelle chapelle méthodiste à Mankessim. Au cours de cette période, une guerre anglo-ashanti à Cape Coast est évitée sous la direction de Sir Garnet Wolseley qui a repoussé l'avancée de l'armée Ashanti. Avec la permission de la Wesleyan Mission Society, Freeman a aidé Wolseley avec sa richesse de connaissances géographiques sur la rivière Prah et les chemins entre Kumasi et Cape Coast.
Avec son fils, Thomas Birch Freeman Jr., un pasteur méthodiste ordonné, il a baptisé de nombreux autres convertis autochtones. Il a empêché l'apostasie en devenant habile à résoudre les différends entre les diverses sociétés méthodistes. En 1879, il prend en charge la mission d'Accra et des environs bordés par Winneba, la Volta et les collines d'Akuapem. En 1881, il reçut 52 personnes dans l'église méthodiste. En 1883, il a formé de nombreux groupes d'évangélisation à Accra. Akyeampong, un prince Ashanti de Juaben, s'est converti au christianisme pendant cette période. Freeman est à Lagos en 1884 pour régler les différends qui ont surgi dans la mission wesleyenne là-bas. Le 17 janvier 1885, lors du synode et des célébrations du jubilé d'or de la mission méthodiste de la Côte de l'Or, il a agi en tant que prédicateur principal. Le Jubilee Service a eu lieu à Cape Coast le 1er février 1885, au cours duquel plusieurs donssont faits au Jubilee Fund. Le révérant W. Terry Coppin de la mission méthodiste a fourni un compte rendu écrit qui est publié par les médias anglais. Le synode de 1885 comptait dans ses rangs quatorze pasteurs méthodistes indigènes ainsi qu'un petit contingent de ministres européens. Au synode, le chef Juaben, Akyeampong et son frère, Frimpong se sont adressés à l'assemblée et ont appelé à avoir un ministre en poste dans la communauté des colons Juaben, logés derrière les collines d'Accra. Freeman a décliné une offre de ses collègues missionnaires de payer un voyage en Angleterre en invoquant le temps froid et la vieillesse, car il n'est plus acclimaté aux régions tempérées des îles britanniques. « Père » Freeman, comme on l'appelait affectueusement dans sa vieillesse, a pris sa retraite complète en 1886 dans sa petite maison près d'Accra, avec quatre des hommes qu'il a instruits dans le ministère chrétien, John A. Solomon, Frederick France, John Plange et Edward T. Fynn.

## Maladie, décès et funérailles
Freeman a attrapé un rhume après être allé écouter un sermon sur l'arrivée d'un nouveau missionnaire européen, Price. Il est tombé malade en mai suivant et a déménagé à la maison de la mission méthodiste à Accra. Il est infecté par la grippe le 6 août 1890. Dans ses derniers jours, Thomas Birch Freeman est resté à la maison de la mission, où il est décédé aux premières heures du 12 août 1890, à l'âge de 80 ans. Le corps de Freeman est mis en état à la maison de la mission le lendemain, le 13 août, avant que ses funérailles n'aient lieu à l'église Wesleyan d'Accra, en présence d'une foule nombreuse. Parmi les ministres officiants figuraient TJ Price et SB Solomon de la Wesleyan Mission Society, l'inconsolable ministre méthodiste indigène, John Plange, ainsi que le vicaire anglican, DG Williams et l'historien et pasteur de la Mission de Bâle, Carl Christian Reindorf. Les restes de Freemansont enterrés au cimetière Wesleyan à Accra. Un service commémoratif a eu lieu simultanément à Cape Coast.

## Mémoires et héritage
La capacité de Freeman à forger des relations formidables avec la royauté africaine et les fonctionnaires coloniaux britanniques a fait de lui un éminent diplomate et missionnaire. En tant que survivant missionnaire méthodiste le plus ancien en Afrique de l'Ouest, son zèle imaginatif et son enthousiasme pour le ministère wesleyen le long de la plaine côtière, associés à sa perspicacité, ses compétences en matière de conciliation, son innovation dans le ministère et sa résilience ont conduit à la propagation de l'Évangile et à la diffusion de Méthodisme au Bénin, au Ghana et au Nigeria occidental,. Il y a un mémorial dans le sanctuaire de l'église méthodiste wesleyenne, installé peu après sa mort. Plusieurs institutions au Ghana portent le nom de Thomas Birch Freeman, notamment: Freeman Methodist Center, Kumasi - Guesthouse; Maison Freeman-Aggrey – Mfantsipim ; Maison Freeman, Collège Prempeh ; Maison Freeman, Wesley College Kumasi ; École méthodiste Freeman Ghana; École méthodiste Mim Freeman, Mim, Brong Ahafo; Berekum Freeman Methodist Preparatory and Junior High School; École primaire «A» méthodiste Freeman, Kwesimintim; École de base méthodiste Prampram Freeman; Lycée méthodiste Koforidua Freeman; Église méthodiste Freeman, Ofankor et Église méthodiste Freeman, Kwesimintim, région de l'Ouest,.
Pour résumer son héritage et la chronologie de ses réalisations dans le mouvement wesleyen en Afrique de l'Ouest : Thomas Birch Freeman a consacré la première chapelle à Cape Coast le dimanche 10 juin 1838. En 1839, il a esquissé le premier programme éducatif pour la formation des enseignants et des prédicateurs locaux et a apporté l'éducation formelle des écoles du château aux autochtones. Il a soigné deux jeunes chrétiens Fanti, William De-Graft et John Martin, qui ont joué un rôle déterminant dans la croissance du mouvement wesleyen au Ghana. Il recommanda William De-Graft comme premier candidat méthodiste indigène au ministère ordonné en 1838. Freeman organisa la première réunion missionnaire le lundi 3 septembre 1838. Il est présidé par le gouverneur George Maclean. Un montant de 54 £ est recueilli pour soutenir le travail de l'Église. Un autre résultat de la réunion est la fondation de la première société méthodiste à James Town, Accra. Il fut le premier missionnaire à apporter l'Évangile à Kumasi dans la région d'Ashanti, arrivant le 1er avril 1839. Il supervisa la célébration du centenaire de l'Église méthodiste le 23 octobre 1839. L'Église de la Côte de l'Or a recueilli un montant de 35 livres sterling, 11 s ½ d pour le nouveau logement à Bishops, Gate, Londres pour la société missionnaire.
Il ouvrit des églises à Anomabo et Winneba en 1839 et en commença quelques autres à Saltpond, Abasa et Komenda. Il a travaillé avec trois autres missionnaires Robert Brooking Mycock avec son frère et sa belle-sœur, Josiah et Mrs. Mycock. Brooking est envoyé à Accra et les Mycocksont envoyés à Cape Coast. Lui et William de-Graftsont invités par le comité missionnaire. Ils sont montés à bord du navire Maclean le 27 mars 1840 et ont débarqué le 10 juin 1840. Le séjour en Angleterre a façonné le développement du méthodisme au Ghana. Une somme de 4650 livres sterling est collectée et cinq missionnairessont affectés pour travailler au Ghana. William de-Graft est acclamé à son retour sur la Côte de l'Or. Freeman a créé des sociétés en dehors de la Côte de l'Or. Freeman avec la famille de Graft a visité Badagry puis au Dahomey mais maintenant au Nigeria. Le premier service chrétien est dirigé par William De-Graft. Freeman s'est rendu en Angleterre pour la deuxième fois et a collecté un montant de 5 500 £ pour les activités missionnaires à Ashanti. Il a parrainé des charpentiers et des maçons de Cape Coast qui ont visité des sociétés financièrement plus faibles et les ont aidés à terminer la construction de leurs chapelles. Dans l'ensemble, Thomas Birch Freeman "a gagné l'admiration de nombreux Ghanéens par sa patience infinie avec les cérémonies, les salutations et les palabres sans fin" et a promu "un ministère indigène, un ministère partagé de participation égale par le clergé et les laïcs",.